# Алеково (област Велико Търново)
 За другото село със същото име вижте Алеково (Област Силистра).  
Алѐково е село в Северна България, община Свищов, област Велико Търново.

## География
Село Алеково се намира в средната част на Дунавската равнина, 16 – 17 км на юг-югоизток от град Свищов. Съседни са му селата Козловец – на 5 – 6 км северозападно, Хаджидимитрово – на 5 – 6 км североизточно, Павел – на около 9 км източно, Вързулица – на около 5 км югоизточно и Александрово – на около 2 км югозападно. Югоизточно покрай селото тече река Студена, ляв приток на река Янтра, при която надморските височини варират около 50 – 60 м, а в северозападните части на селото достигат до 80 – 100 м. Надморската височина при църквата в центъра на селото е около 64 м.
През Алеково минава третокласен републикански път, по който на север се установява връзка с общинския център Свищов, а на юг – с областния център Велико Търново.
Между селата Алеково и Хаджидимитрово се намира защитената местност „Русалка“.
Населението на село Алеково  наброява 2172 души към 1934 г., има максимум към 1956 г. – 2382 души, след което бързо намалява до 1145 души към 1985 г. и относително по-бавно – до 502 към 2018 г.

## История
Древни селищни останки на няколко места – в местностите Папазеолу, Чобан баир, Асърлъка – говорят за заселване в Алековското землище още от римско време. Сведения за това дава Константин Иречек, идвал в Алеково към 1898 г., за да търси останките от караулната кула, разположена по римския път от Никопол за Никюп. Селото е възникнало като турско селище около турски чифлик вероятно през 17 век или началото на 18 век с 25 – 30 турски къщи. Отбелязано е в турски документи от 15 – 19 век като Акчаяр. За заселници черкези през 19 век съобщава руският военен кореспондент Василий Немирович-Данченко. Според преданията болести (чума) са причинили две премествания на селото. 
През 1934 г. името на селото е променено от дотогавашното „А̀кчар“ на „Алеково“  – на името на писателя Алеко Константинов.
На 6 септември 1944 година, в навечерието на Деветосептемврийския преврат, кметът на селото отстъпва поста си на местен комунистически активист, като по-късно, главно в мемоарите на Сава Дълбоков, случаят е представян като начало на масово въстание.

## Население
Преброяване на населението през 2011 г.
Численост и дял на етническите групи според преброяването на населението през 2011 г.:
|                     | Численост | Дял (в %) |
| Общо                | 625       | 100,00    |
| Българи             | 474       | 75,84     |
| Турци               | 47        | 7,52      |
| Цигани              | 76        | 12,16     |
| Други               | 0         | 0,00      |
| Не се самоопределят | 0         | 0,00      |
| Неотговорили        | 27        | 4,32      |

## Поминък
В землището на селото се отглеждат лозя, овощни насаждения, захарно цвекло, слънчоглед.
На първия панаир в Пловдив през 1892 г. животновъдите от селото получават първа награда на изложбата на добитък.

## Обществени институции
Село Алеково е център на кметство Алеково.  
Основното училище „Христо Ботев“ (І – VІІІ клас) е с общинско финансиране към 2019 г.

### Обществени институции
В селото функционира читалище „Слънце“, основано през 1898 г. То е регистрирано под номер 2667 в Министерството на културата на Република България.
Към Читалището е съществувало школа по акордеон водена от Нестор Пенчев.

#### Председатели на читалището
- Димитър Димитров
- Ганчо Ганев
- Ганчо Минков
- Нестор Пенчев

Църквата „Свети Йоан Рилски“ е действаща само на големи религиозни празници.
В селото има действащ клуб на пенсионера.

### Средно професионално техническо училище по лека промишленост
Средно професионално техническо училище по лека промишленост e съществувало от 1992-ра година до 2000-та година. Учредено е със заповед РД - 14 - 34/ от 30.06.1992. Пръв директор е бил Иван Антонов.

## Личности
- Евтим Цветков (1915 – ?), партизанин

## Спорт
ФК „Лато (Алеково)“